# Lago di Mezzola
Il lago di Mezzola (in lombardo Lagh de Mezzoeula) è posto a settentrione del lago di Como, dal quale è separato dall'ultimo corso del fiume Mera che scorre nel lembo occidentale del Pian di Spagna, ultimo pianoro della Valtellina formatosi dai sedimenti deltizi dell'Adda e del Mera stesso. 
Circa il 20% delle acque del lago di Como proviene da questo lago.
La portata in entrata della Mera è di circa 20 metri cubi al secondo, in uscita di circa 24, grazie al contributo degli altri affluenti che, pur avendo un corso relativamente breve, portano al lago un discreto volume d'acqua.

## Balneabilità
Nel 2004 il ministero della salute ha classificato come non balneabile il lago di Mezzola. L’agenzia regionale per l’ambiente nel 2016 ha classificato come “non buono” lo stato chimico del lago, a causa di alte concentrazioni di cromo e altri metalli.
Dal portale acque salute governo, nel 2020 i prelievi in due punti del lago (Fronte campeggio corsi e Sud Arsena), hanno dato esito eccellente per la balneazione. 

## L'origine
Nell'Antichità, fino al Medioevo, l'attuale lago di Mezzola era parte del Lario, che si estendeva a nord fino all'odierno paese di Samolaco dove è presente un antico porto fluviale, anticamente il Summo Laco del Lario, come documentato anche nella Tavola Peutingeriana; tale ramo del Lario era detto Lago di Chiavenna.
In tale ramo del Lario sfociava originariamente l'Adda, in località Bocca, nel comune di Dubino.
Successivamente i sedimenti dell'Adda e dei torrenti locali crearono il Pian di Spagna, creando due bacini lacustri.
Nel 1520 l'Adda disalveò, scaricando le acque nel Lario presso l'attuale Ponte del Passo: il Pian di Spagna, completamente impaludato, si spopolò. 
Nel 1858 l'Amministrazione Austriaca rettificò il corso dell'Adda secondo l'attuale configurazione, distogliendolo definitivamente dal Lago di Mezzola.
Sulle rive del Lago sono presenti i centri abitati di Novate Mezzola (che viene associato al Lago dandogli il nome) e Verceia, situati nella provincia di Sondrio nonché Dascio, piccola frazione di Sorico in provincia di Como.
Nel Lago si immettono, oltre al Mera, il Codera, il Ratti, il Pericchio (l'emissario del Lago chiamato Pozzo di Riva situato poco più a Nord) e l'Albonico. Grazie a questi 4 immissari il Mera aumenta la portata passando da fiume alpino a fiume di pianura nei suoi ultimi 4 km.

## La sua fauna
Il Lago di Mezzola è popolato da numerose specie ittiche tra le quali la trota di lago (ormai bisognerebbe parlare solo di trote fario o mediterranee, discese dal Mera o dai torrenti circostanti il lago, "lacustrizzate", in quanto le vere trote di lago, probabilmente marmorate lacustri, non sono più presenti), il lavarello (introdotto dai paesi del Nord-Europa), l'agone, il luccio, il persico, il persico sole, il cavedano, il pigo, la scardola, il triotto, il vairone l'alborella, la sanguinerola, la carpa e la tinca, il lucioperca, la bottatrice e l'anguilla, rare savette e barbi, temoli (non più italici pinna blu, bensì di ceppo austriaco, importato da decenni), discesi dal Mera.
Il Lago di Mezzola rappresenta anche un punto di interesse per il birdwatching vista la notevole quantità di uccelli acquatici e limicoli che popola le sue sponde.

## Monumenti religiosi
Fino all'alluvione del 1520 la sponda occidentale era attraversata dalla via Regina e ospitava il piccolo paese di Olonio, poi sommerso dall'Adda. In prossimità della riva è stato eretto nel IX secolo il piccolo tempio romanico detto il san Fedelino sul luogo del martirio di san Fedele.